# 高树勋 (1955年)
高树勋（1955年3月—），男，天津人，中华人民共和国政治人物，曾任云南省人民政府副省长、党组成员。